# شمس بالا
شمس بالا یک روستا در ایران است که در شهرستان خوسف واقع شده‌است. شمس بالا ۶۳ نفر جمعیت دارد.